# Hardtwald (Altingen)
Das Gebiet Hardtwald ist ein mit Verordnung vom 9. Oktober 1990 durch die Körperschaftsforstdirektion Tübingen ausgewiesener Schonwald (Schutzgebiet-Nummer 200260) in Baden-Württemberg.

## Lage
Der Schonwald befindet sich östlich der Gemeinde Altingen. Er liegt im Gemeindewald Ammerbuch Distrikt 5 „Hardtwald“ in den Abt. 1–9 und umfasst
die Flurstücke 4163/2, 4747, 4807/1, 4807/2 auf Gemarkung Altingen sowie die Flurstücke 3581 und 3581/1 auf Gemarkung Reusten, Gemeinde Ammerbuch.
Im Südwesten grenzt der Schonwald an das Naturdenkmal Großseggenwiese.

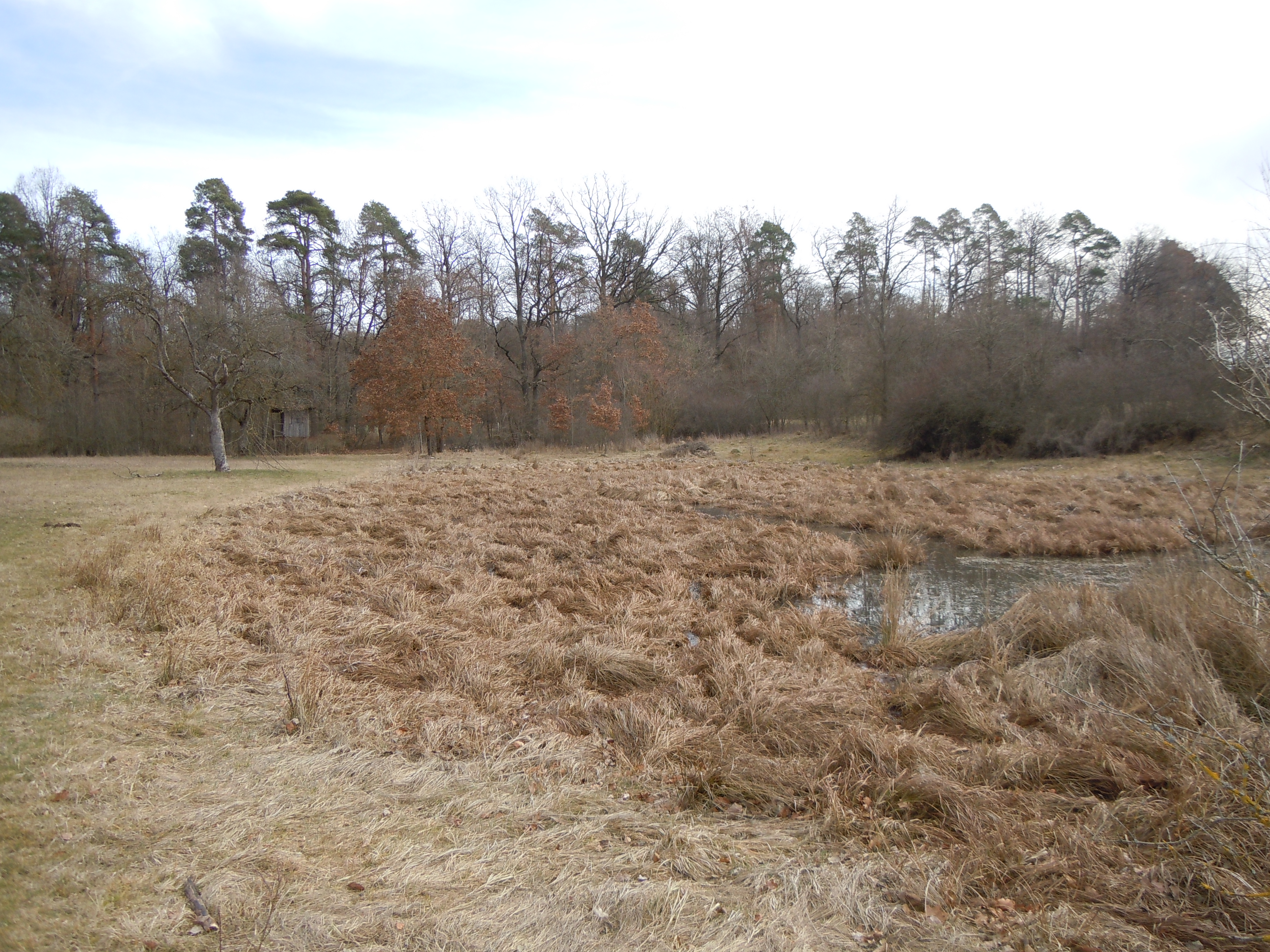
Großseggenwiese

Der Schonwald grenzt im Nordwesten an das Vogelschutzgebiet Nr. 7420-441 Schönbuch.

## Schutzzweck
Der Schutzzweck des Schonwalds ist gemäß Schutzgebietsverordnung
- Erhalt der artenreichen und naturnahen, oft strauchreichen Laubwaldgesellschaften mit artenreicher Bodenvegetation, die meist aus ehemaligen Mittelwäldern, seltener aus Weide- oder Schälwäldern, hervorgegangen sind;
- Sicherung des genetischen Potenzials der Laubwaldgesellschaften, insbesondere der z. T. seltenen, autochthonen Laubbaumarten;
- Habitatsicherung für die im jeweiligen Laubwald typischen und seltenen Arten von Flora und Fauna.

## Betreuung
Wissenschaftlich betreut wird der Schonwald durch die Forstliche Versuchs- und Forschungsanstalt Baden-Württemberg (BVA).